# Cairnbrook
Cairnbrook es un lugar designado por el censo ubicado en el condado de Somerset en el estado estadounidense de Pensilvania. En el año 2010 tenía una población de 520 habitantes y una densidad poblacional de 236,3 personas por km².

## Geografía
Cairnbrook se encuentra ubicado en las coordenadas 40°7′25″N 78°49′4″O / 40.12361, -78.81778. Según la Oficina del Censo de los Estados Unidos, Cairnbrook tiene una superficie total de 0,84 mi² (2,2 km²), de la cual 0,84 mi² (2,2 km²) corresponden a tierra firme y 0 mi² (0 km²) es agua.